# Грем'яча (Красночикойський район)
Грем'яча (рос. Гремяча) — село у складі Красночикойського району Забайкальського краю, Росія. Входить до складу Байхорського сільського поселення.

## Населення
Населення — 25 осіб (2010; 37 у 2002).
Національний склад (станом на 2002 рік):
- росіяни — 100 %